# Danuta Dzielińska

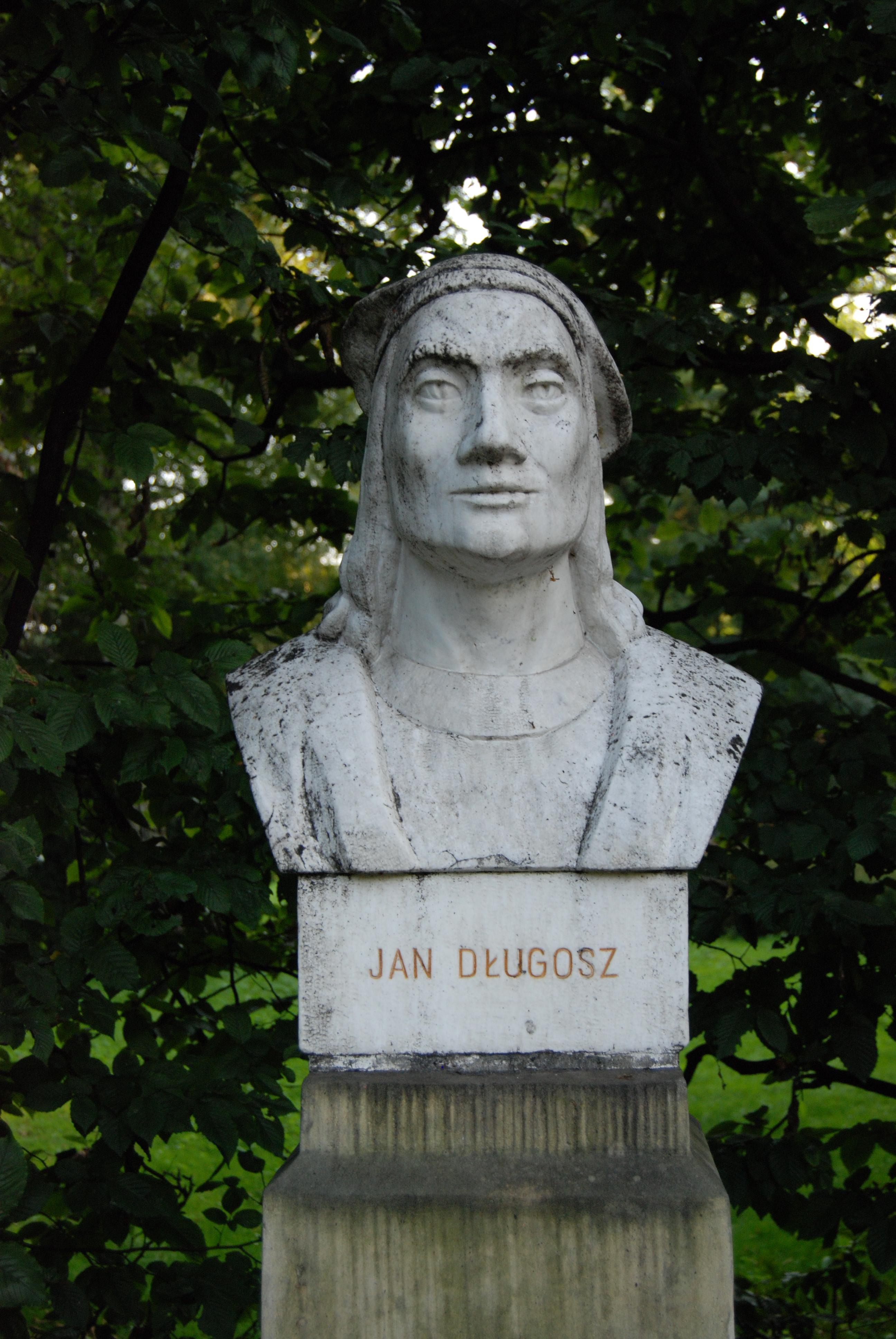
Jan Długosz w Parku Jordana w Krakowie

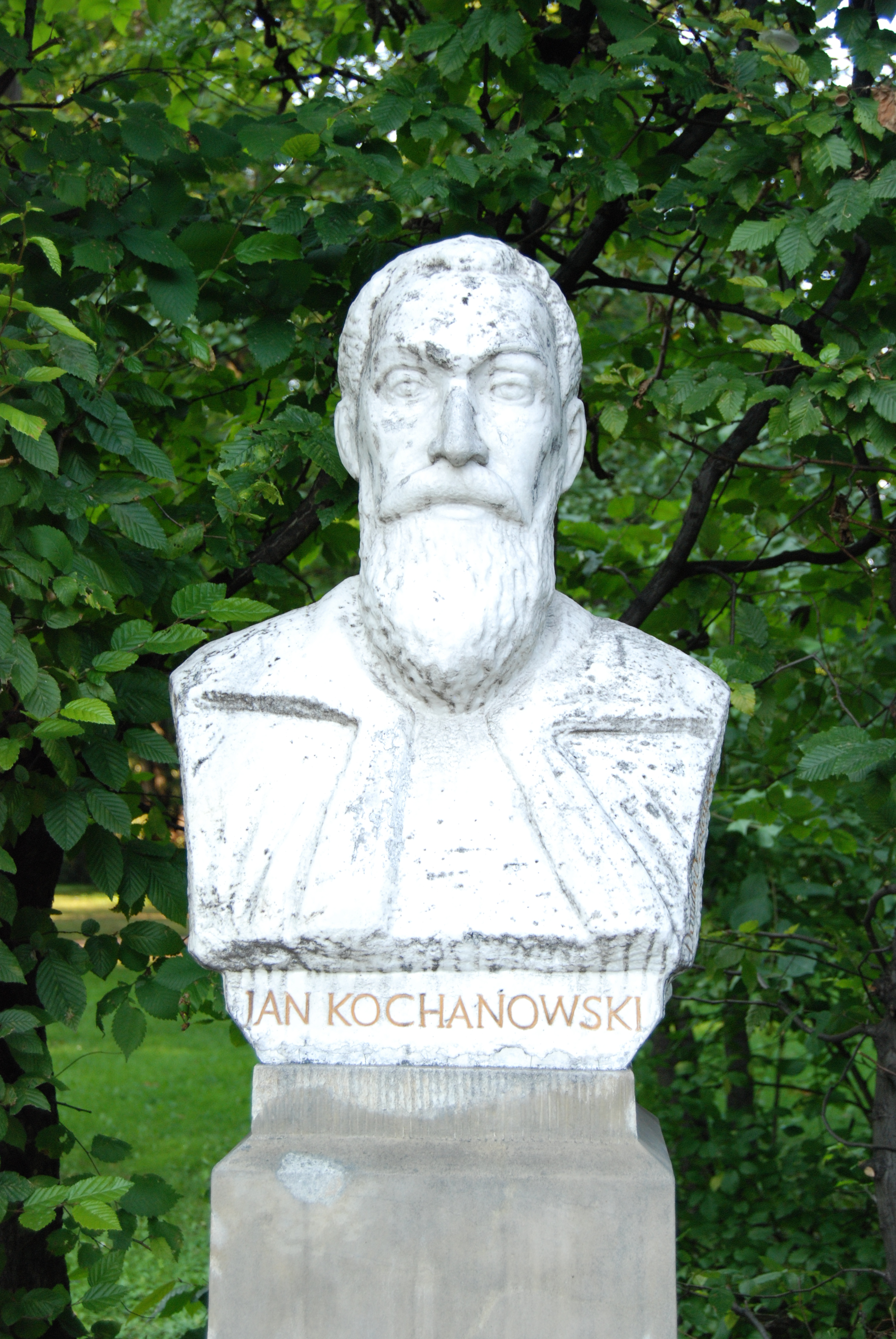
Jan Kochanowski w Parku Jordana w Krakowie

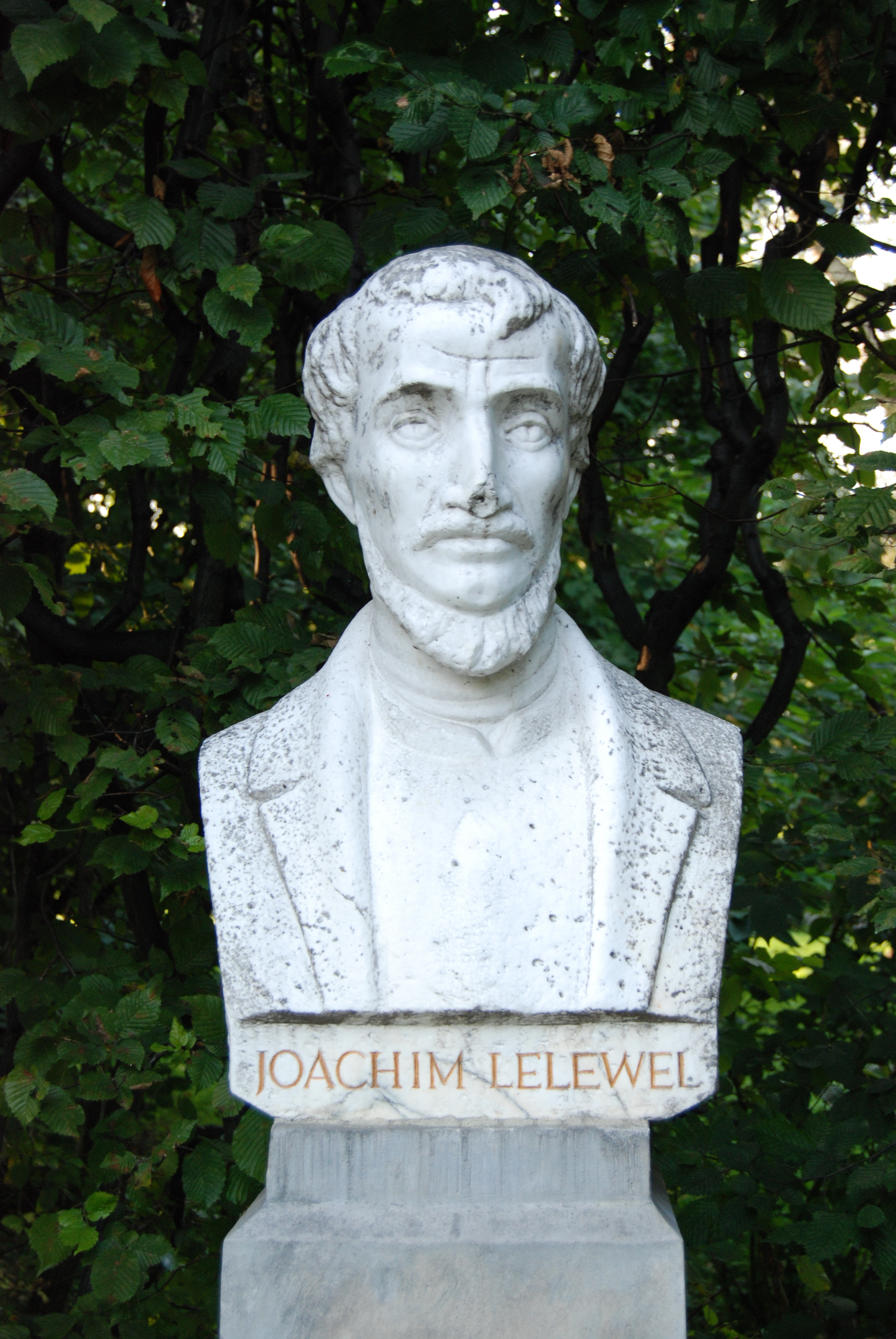
Joachim Lelewel w Parku Jordana w Krakowie

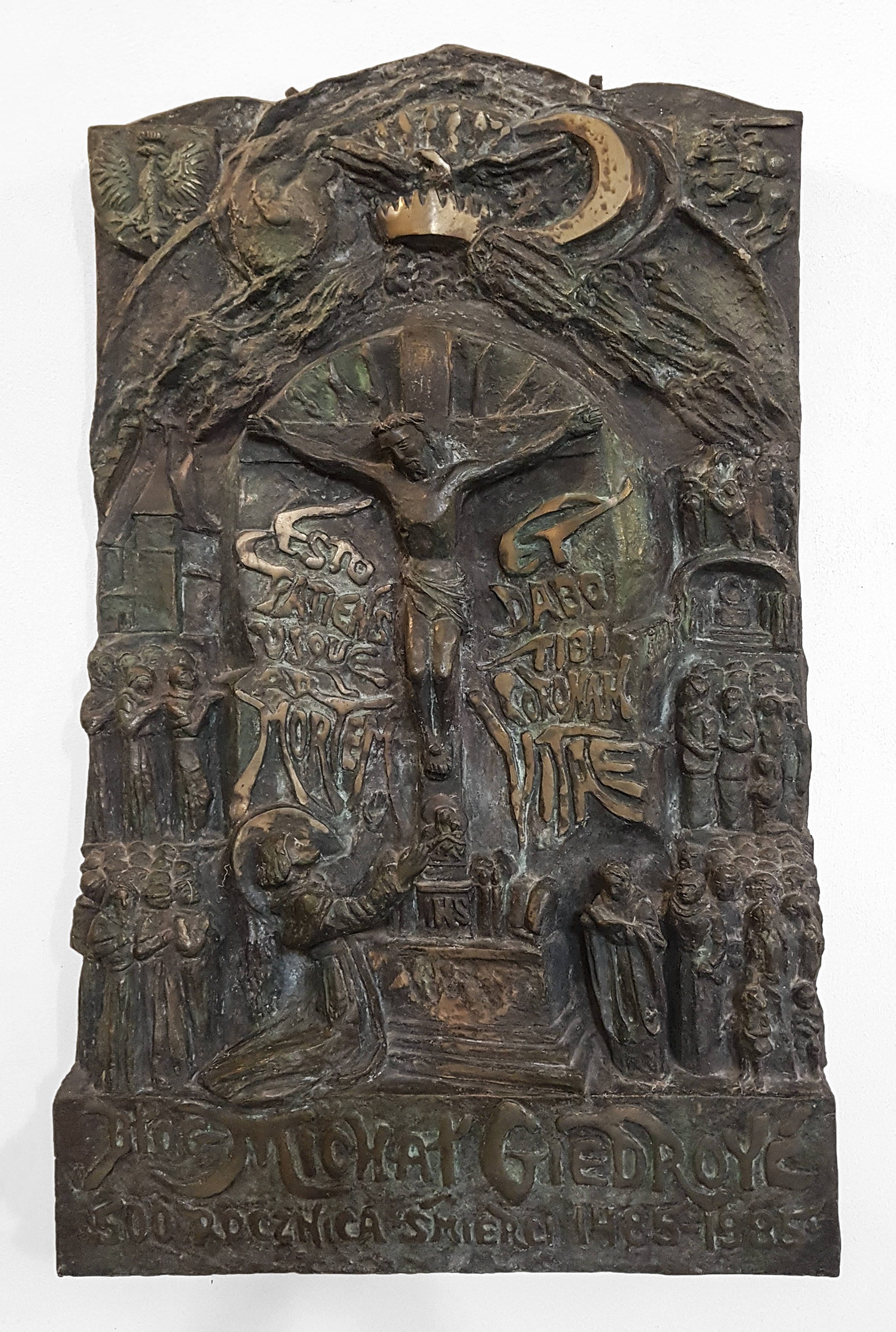
Danuta Dzielińska „Błog. Michał Giedroyć”, kościół pod wezwaniem Św. Marka Ewangelisty w Krakowie.

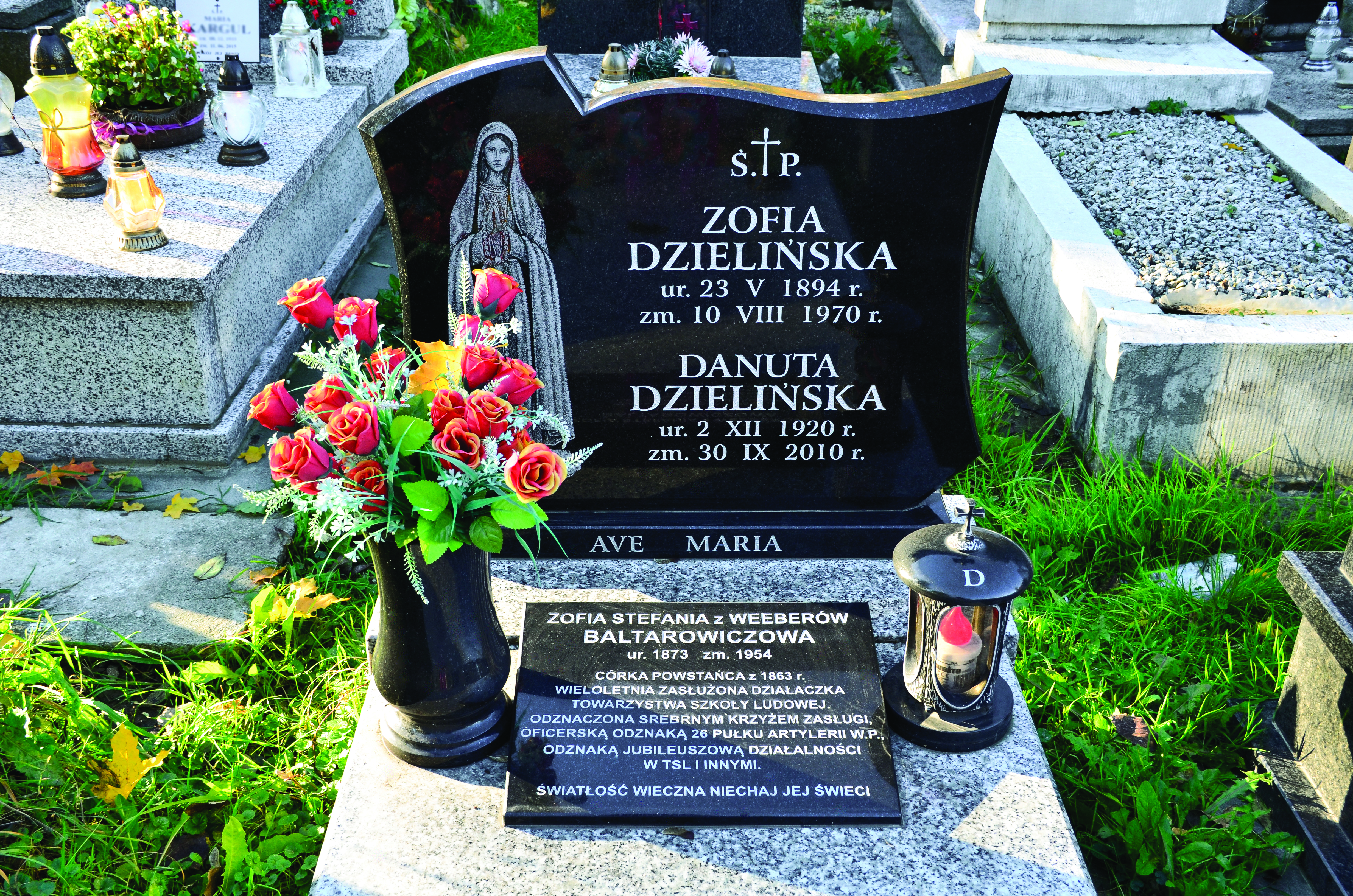
Grób Danuty Dzielińskiej na cmentarzu wojskowym w Krakowie

Danuta Dzielińska (ur. 2 grudnia 1920 we Lwowie, zm. 30 września 2010 w Krakowie) – artystka rzeźbiarka, organizatorka Triennale Rzeźby Religijnej (w latach 1980–2008).

## Życiorys
Była jedyną córką rzeźbiarki Zofii Baltarowicz-Dzielińskiej, pierwszej studentki krakowskiej Akademii Sztuk Pięknych, oraz Kazimierza Dzielińskiego, artysty malarza i żołnierza Legionów Polskich.
Dzieciństwo spędziła w Jaryczowie Starym. Do szkoły średniej (prowadzonej przez siostry nazaretanki) uczęszczała we Lwowie. Maturę zdała w 1939. W czasie wojny mieszkała razem z matką w Jaśle, gdzie pracowała jako laborantka. W 1945 przyjechała do Krakowa, aby tam studiować.
W latach 1945–1950 studiowała na Wydziale Rzeźby w Akademii Sztuk Pięknych w Krakowie w pracowni prof. Stanisława Popławskiego i prof. Xawerego Dunikowskiego. Następnie, w latach 1950–1954, studiowała historię sztuki na Uniwersytecie Jagiellońskim. W 1956 uzyskała dyplom u prof. Wojsława Molè. Dyplom ASP uzyskała dopiero w 1960.
Od 1952 należała do Związku Polskich Artystów Plastyków w Krakowie. Trzy jej rzeźby znajdują się w Parku Jordana w Krakowie. Dzielińska odtworzyła istniejące aktualnie pomniki Jana Długosza, Joachima Lelewela i Jana Kochanowskiego. Swoją pasję rzeźbiarską odziedziczyła po matce, z którą była niezwykle mocno emocjonalnie związana (całe życie mieszkały razem). Tak jak i matka, pomimo wielu trudności życiowych nigdy nie zrezygnowała z rzeźbienia. Większą część życia poświęciła rzeźbie o tematyce sakralnej, co wynikało z jej silnych przekonań religijnych. Przez prawie 30 lat organizowała w Krakowie Triennale Rzeźby Religijnej (patrz niżej).
Została pochowana na cmentarzu wojskowym przy ul. Prandoty w Krakowie, gdzie obecnie (w tym samym grobie) spoczywa jej matka Zofia Baltarowicz-Dzielińska. Przez ostatnie 15 lat Danutą opiekowała się Barbara Sośnicka, która stała się jej spadkobierczynią.

## Triennale Rzeźby Religijnej
W 1980, czyli dziesięć lat po śmierci matki, Zofii Baltarowicz-Dzielińskiej, Danuta urządziła pośmiertną wystawę jej prac w kościele Najświętszego Salwatora w Krakowie. Z inicjatywy proboszcza ks. Jerzego Bryły zaprosiła do wystawy także innych artystów i artystki. Wystawa pomyślana była jako jednorazowa, nosiła tytuł Wystawa rzeźby religijnej i trwała ok. pół roku.
Ksiądz Bryła rozesłał zaproszenia do wybranych artystów już w następnym roku. Jednak z powodu braku zgłoszeń artystów wystawa się nie odbyła, a ksiądz Bryła z czasem przystał na formę triennale. Danuta Dzielińska była komisarzem wszystkich edycji, aż do 2008. W swojej pracowni w domu (po ojcu Kazimierzu Dzielińskim) przy ul. Biała Droga 4 prowadziła jednoosobowe biuro obsługujące triennale. Ksiądz Bryła pomagał przy organizacji, szukając sponsorów na druk katalogów. Wszystkie edycje miały swój katalog.
W ostatniej, X edycji triennale brało udział 107 artystów i artystek. Kolejna XI edycja nie odbyła się, ponieważ Danuta Dzielińska zmarła.
- 1980 – I edycja – Biennale Krakowskiej Rzeźby Religijnej, kościół Najświętszego Salwatora w Krakowie[12].
- 1983 – II edycja – Biennale Krakowskiej Rzeźby Religijnej, Muzeum Giedroycianum przy kościele pod wezwaniem Św. Marka Ewangelisty w Krakowie[13].
- 1986 – III edycja – 3 Krakowskie Biennale Rzeźby Religijnej, katakumby pod kościołem Księży Pijarów w Krakowie[14].
- 1989 – IV edycja – 4 Krakowskie Triennale Rzeźby Religijnej, katakumby pod kościołem Księży Pijarów w Krakowie[15].
- 1992 – V edycja – 5 Krakowskie Triennale Rzeźby Religijnej, galeria sztuki współczesnej Stowarzyszenia Pax Propozycje[16][17].
- 1995 – VI edycja – VI Krakowskie Triennale Rzeźby Religijnej, TPSP, Pałac Sztuki w Krakowie[18].
- IX-X 1998 – VII edycja – VII Krakowskie Triennale Rzeźby Religijnej, Muzeum Archidiecezjalne w Krakowie[19].
- IX-X 2002 – VIII edycja – VIII Krakowskie Triennale Rzeźby Religijnej, Klasztor oo. Franciszkanów w Krakowie[20].
- VIII 2005 – IX edycja – IX Krakowskie Triennale Rzeźby Religijnej, Klasztor oo. Franciszkanów w Krakowie[21].
- XII 2008 – X edycja – X Krakowskie Triennale Rzeźby Religijnej, TPSP, Pałac Sztuki w Krakowie[22][23][24].

## Wybrane wystawy
- Rzeźba roku 1969, Kraków, 1970
- Wystawa malarstwa i rzeźby, Kraków, 1966[25]
- 20 lat Polskiej Rzeczypospolitej Ludowej w twórczości plastycznej, Kraków, 1964[25]
- Wystawa malarstwa i rzeźby, Kraków, 1964[25]
- Wystawa Jubileuszowa 50-lecia Związku Polskich Artystów Plastyków, Kraków, 1961
- Współczesna Sztuka Religijna, Kraków, 1961
- Wystawa Malarstwa, Grafiki i Rzeźby Okręgu Krakowskiego ZPAP, galeria ZPAP, Warszawa, 1961
- Rzeźba Polska 1945–1960, Warszawa, 1960[26]
- II Międzynarodowe Biennale Rzeźby w Carrarze, Włochy, 1959[27]
- Xawery Dunikowski i jego uczniowie. Wystawa rzeźby i malarstwa 1945–1955, ZPAP, Centralne Biuro Wystaw Artystycznych, Warszawa, 1955/1956[28]
- Okręgowa Wystawa X-lecia Rzeźby ZPAP, Kraków, 1955[29]
- III Ogólnopolska Wystawa Plastyki, Warszawa, 1952[30]
- Kobieta w walce o pokój, Kraków, 1952[31]

## Doświadczenia mistyczne i pisma
W 2024 ujawniono jej liczne listy, manuskrypty i maszynopisy dotyczące teologii, przemian w Kościele katolickim oraz kwestii społecznych. Już od dzieciństwa doznawała przeżyć mistycznych. Swoje wizje notowała od lat 70. XX wieku. Twierdziła, że objawiał się jej Duch Święty w kobiecej postaci, którą nazywała „Panią Duszą”, „Świętą Duszą Boga”, „Mądrością Bożą”,„Panią Świata”, „Wszechmatką Świata”, jego „Melodią” lub „Życiem”, „Chwalebnym Owocowaniem”, „Matką Kościoła” albo „Królową Nieba i Ziemi”. Rozmawiała i korespondowała o swoich wizjach i przemyśleniach z wieloma duchownymi, m.in. ówczesnym arcybiskupem krakowskim, Karolem Wojtyłą, który - według jej notatek - wskazał błędy w jej wywodach, lecz zachęcił do dalszego pisania. Wysyłała do niego listy także później, gdy był już papieżem, lecz niewiele wiadomo na ten temat.
Dzielińska zwracała m.in. uwagę na żeński rodzaj hebrajskiego rzeczownika ruah, którym w Biblii określano ducha/Ducha. Przetłumaczenie tego słowa na łacinę jako spiritus (rodzaju męskiego) zamiast anima (rodzaju żeńskiego) doprowadziło w jej opinii do dramatycznych konsekwencji, a szczególnie niezrozumienia roli Ducha Świętego podczas Zwiastowania i przez to do ubóstwienia Maryi jako „oblubienicy Pana”. Przywoływała także cytat z Księgi Rodzaju (Rdz 1, 27-28), o stworzeniu człowieka przez Boga "na swój obraz" jako mężczyzny i kobiety. Mistyczka przekonywała, że podczas objawień np. w La Salette (1846), Lourdes (1858) i Kibeho (1981-1989) ukazywał się Duch Święty pod postacią kobiety, którą błędnie utożsamiano z Maryją. Wierzyła, że mówiąc i pisząc o swoich wizjach wypełnia misję daną jej przez Boga i traktowała to jako obowiązek swojego sumienia. 